# Pyrausta amelokalis
Pyrausta amelokalis là một loài bướm đêm trong họ Crambidae.